# Саранцев Юрій Дмитрович
Юрій Дмитрович Саранцев (рос. Ю́рий Дми́триевич Сара́нцев; 7 жовтня 1928, Саратовська область, РРФСР, СРСР — 24 серпня 2005, Москва, Росія) — радянський і російський актор кіно та дубляжу. Заслужений артист РРФСР (1981), Народний артист Росії (2000).
У 1950 році закінчив ВДІК.

## Фільмографія
- «Сільський лікар» (1951),
- «Степові зорі» (1953),
- «Вірні друзі» (1954, Серьожа, старпом «Єрмака»),
- «Доброго ранку» (1955, Вася Плотников),
- «Я вам пишу…» (1959),
- «Орлиний острів» (1961, слідчий),
- «Планета штормів» (1961),
- «Орлиний острів» (1961),
- «При виконанні службових обов'язків» (1963),
- «Все для Вас» (1964),
- «Чорний бізнес» (1965),
- «Гіперболоїд інженера Гаріна» (1965, Тарашкін),
- «Подорож на доісторичну планету» (1965),
- «Дім і хазяїн» (1967)
- «Подорож на планету доісторичних жінок» (1968),
- «Кінець отамана» (1970),
- «Дивовижний хлопчик» (1970),
- «Вкрадений поїзд» (1970),
- «Стоянка поїзда — дві хвилини» (1972),
- «Тихоня» (1973),
- «Таланти і шанувальники» (1973),
- «Убитий при виконанні» (1977, Шварцкопф),
- «Баламут» (1978, декан),
- «Право першого підпису» (1978),
- «Зникнення» (1978, майор Бондаренко),
- «Акванавти» (1979),
- «Постріл у спину» (1979),
- «Здійміться, соколи, орлами!» (1980, господар цирку),
- «Приватна особа» (1980),
- «Будинок на Лісовій» (1980, Колупаєв, купець),
- «Твій син, Земле» (1980),
- «У матросів немає питань» (1980),
- «Політ з космонавтом» (1980),
- «Остання втеча» (1980),
- «На початку гри» (1981, Мєзенцев, тренер),
- «Росія молода» (1981),
- «Гарно жити не заборониш» (1982),
- «Гарно жити не заборониш» (1982, директор жерстяної фабрики),
- «Демідови» (1983),
- «Тривожний виліт» (1983),
- «Жарти у бік» (1984),
- «Дуже важлива персона» (1984),
- «Секунда на подвиг» (1985),
- «Пан гімназист» (1985),
- «Заповіт» (1985),
- «Третє покоління» (1985),
- «Улюбленець публіки» (1985),
- «Хто увійде в останній вагон» (1986),
- «Без терміну давності» (1986),
- «Двоє і одна» (1988),
- «Шуліки здобутком не діляться» (1988),
- «Любов з привілеями» (1989),
- «Свєтік» (1989),
- «Привиди зеленої кімнати» (1991),
- «Сніданок з видом на Ельбрус» (1993),
- «Історія весняного призову» (2003, епізод) та ін.

Грав в українських фільмах
- «Капітан „Старої черепахи“» (1955, Андрій),
- «Педагогічна поема» (1955, Бурун),
- «Шляхи і долі» (1955, Іван Бойко),
- «Капітани блакитної лагуни» (1962, Санаєв),
- «Над нами Південний хрест» (1965, Володимир),
- «Ця тверда земля» (1967, Боговик),
- «Втікач з «Янтарного»» (1968, рульовий),
- «Назад дороги немає» (1970, підполковник Стебнєв),
- «Дума про Ковпака» (1973, Вершигора),
- «В бій ідуть лише «старі» (1973, Василь Васильович — командир дивізії),
- „Спадкоємці“ (1974—1976, 5 с, Шміль),
- „Хвилі Чорного моря“ (1975),
- „Дивна відпустка“ (1980, т/ф, 3 с),
- „Таємниця, відома всім“ (1981, т/ф, 2 а),
- „Таємниця корабельного годинника“ (1983, Кучерявий),
- „Ніч грішників“/»Вища істина бомбіста Олексія" (1991),
- «Фатальні діаманти» (1992),
- «Авантюра» (1995)

Озвучування/дубляж
- «Паризькі таємниці» (1962)
- «Шістнадцята весна» (1962)
- «Спека» (1963)
- «Коли козаки плачуть» (1963)
- «Чекайте нас на світанку» (1963)
- «Семеро синів моїх» (1970)
- «Вкрали Старого Тоомаса» (1970)
- «Я, слідчий…» (1971)
- «12 стільців» (1971, Остап Бендер — роль Арчіла Ґоміашвілі)
- «Білі камні» (1972)
- «Перша ластівка» (1975)
- «Варіант „Омега“» (1975)
- «Яблуко як яблуко» (1975)
- «Ти — мені, я — тобі» (1976)
- «„Сто грам“ для хоробрості…» (1976)
- «Кидок, або Все почалося в суботу» (1976)
- «Озброєний і дуже небезпечний» (1977)
- «Свідоцтво про бідність» (1977)
- «Вогняні дороги» (1977)
- «Береги» (1977)
- «Безіменна зірка» (1978)
- «Приїхали на конкурс кухарі…» (1978)
- «Театр)» (1978)
- «Ралі» (1978)
- «По сірники» (1980)
- «Крупна розмова» (1980)
- «Комедія давно минулих днів» (1980)
- «Огарьова, 6» (1980)
- «Петровка, 38» (1980)
- «Перед закритими дверима» (1981)
- «Через Гобі і Хінган» (1981)
- «Дивись веселіше» (1982)
- «Пароль — „Готель Регіна“» (1983)
- «Коли стають дорослими» (1985)
- «Залізне поле» (1986)
- «Вхід до лабіринту» (1989)
- «Дежа Вю» (1989)
- «А чи був Каротін?» (1989)
- «Незнайко на Місяці» (1997—1999, мультсеріал) та ін.